# 贝汉贝格
贝汉贝格是奥地利下奥地利州阿姆施泰滕县的一个市镇。总面积2032平方公里，总人口3326人，人口密度1.6人/平方公里（2017年）。